# Pedrógão Grande (freguesia)

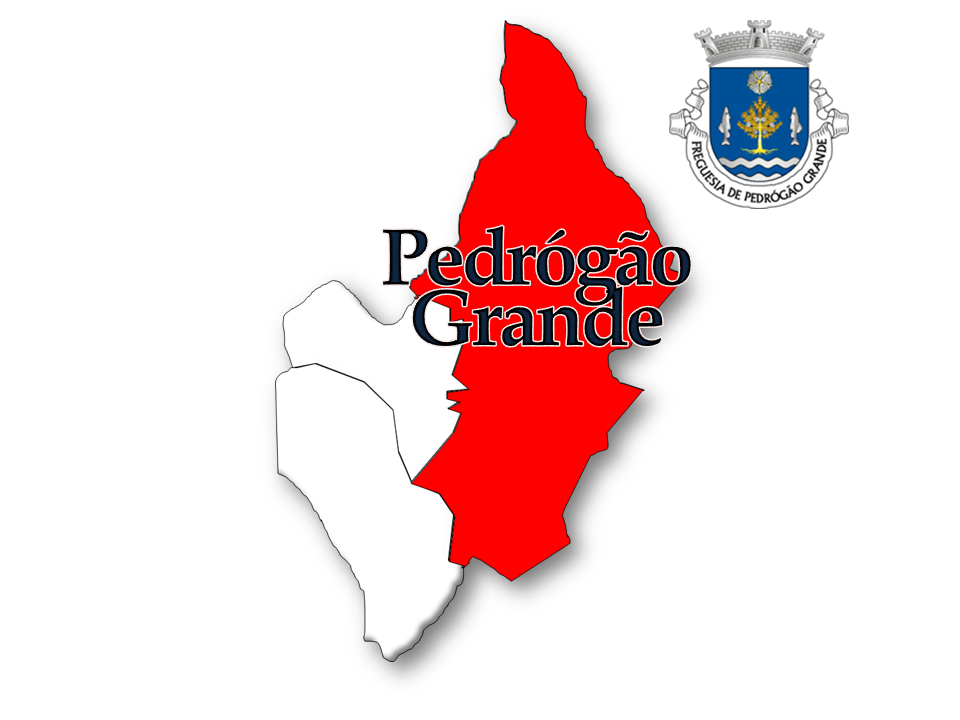
Localização da Freguesia de Pedrógão Grande no Município de Pedrógão Grande

A Freguesia de Pedrógão Grande é uma freguesia portuguesa do Município de Pedrógão Grande, com 80,07 km² de área e 2256 habitantes (censo de 2021), tendo, por isso, uma densidade populacional de 28,2 hab./km².

## Demografia
A população registada nos censos foi:
| Distribuição da População por Grupos Etários | Distribuição da População por Grupos Etários | Distribuição da População por Grupos Etários | Distribuição da População por Grupos Etários | Distribuição da População por Grupos Etários |
| -------------------------------------------- | -------------------------------------------- | -------------------------------------------- | -------------------------------------------- | -------------------------------------------- |
| Ano                                          | 0-14 Anos                                    | 15-24 Anos                                   | 25-64 Anos                                   | > 65 Anos                                    |
| 2001                                         | 352                                          | 302                                          | 1269                                         | 865                                          |
| 2011                                         | 316                                          | 246                                          | 1213                                         | 775                                          |
| 2021                                         | 184                                          | 222                                          | 1100                                         | 750                                          |

## Património
- Igreja de Nossa Senhora da Assunção ou Igreja Paroquial de Pedrógão Grande
- Ponte do Cabril (sobre o Rio Zêzere)
- Igreja da Misericórdia de Pedrógão Grande
- Pelourinho de Pedrógão Grande
- Capelas de Nossa Senhora da Estrela, de Nossa Senhora da Saúde e de Santo António
- Forno do Cabeço da Cotovia